# Generalstab der Türkei

Standarte des Generalstabschefs

Der türkische Generalstab (türkisch Genelkurmay Başkanlığı) führt in der Republik Türkei den Oberbefehl über die Streitkräfte. Die offizielle Bezeichnung lautet „Türkiye Cumhuriyeti Genelkurmay Başkanlığı“ (deutsch Generalstab der Republik Türkei).

## Geschichte und Aufbau
Oberbefehlshaber ist der Generalstabschef (Genelkurmay Başkanı). Dieser wird laut Art. 117 Abs. 4 der Verfassung auf Vorschlag des Ministerrats vom Präsidenten ernannt. Traditionell wird der Chef des Heeres zum Generalstabschef ernannt. Der türkische Generalstab ist dem Ministerpräsidenten gegenüber verantwortlich. Seine Aufgaben sind per Gesetz geregelt. Der Generalstabschef ist Mitglied im Nationalen Sicherheitsrat.

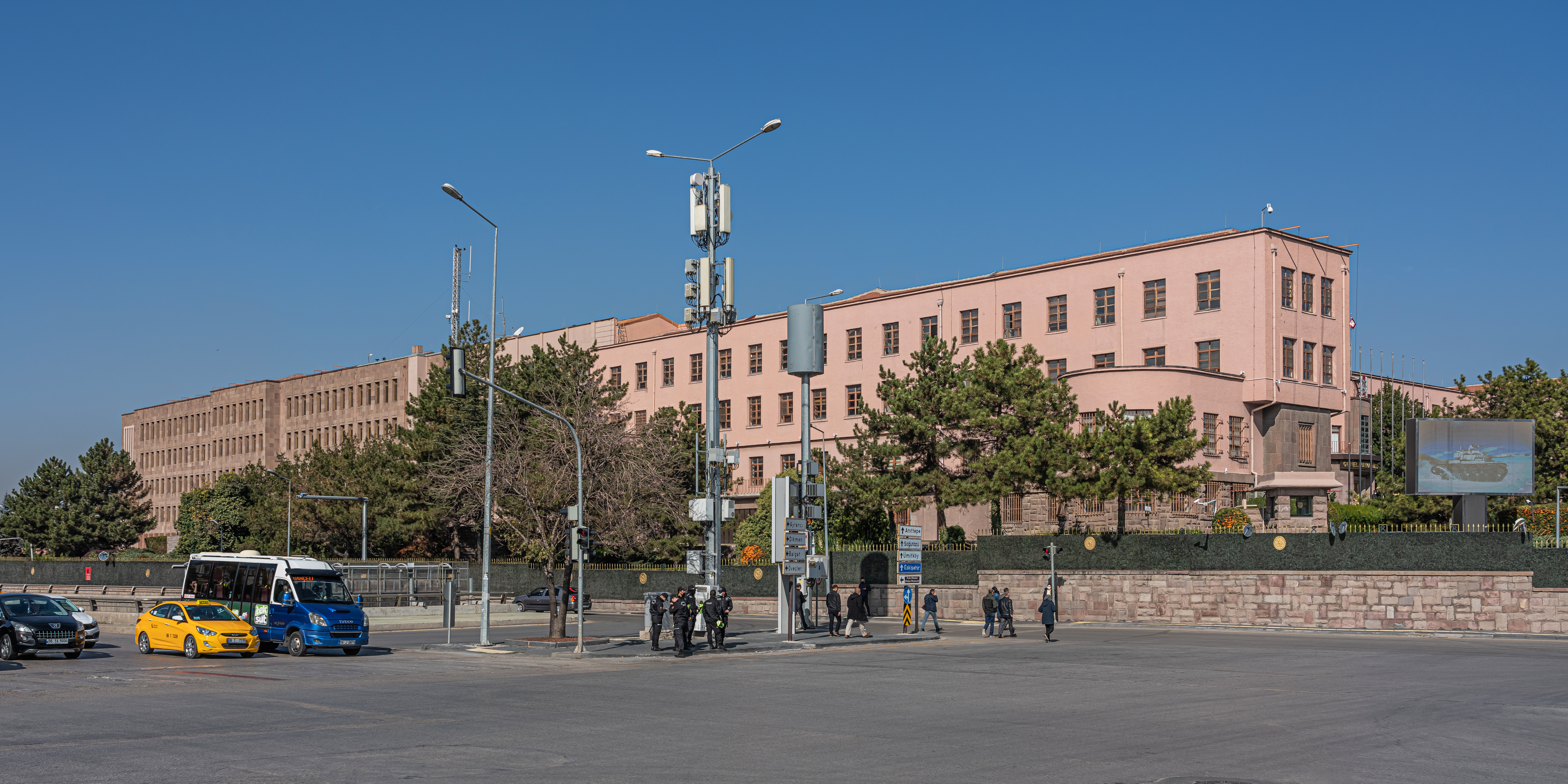
Das Gebäude des Generalstabs

Sitz des Generalstabs ist Ankara. Der ursprüngliche Amtssitz wurde entworfen vom Architekten Clemens Holzmeister. Die damalige Bezeichnung lautete Erkan-ı Harbiye. Der erste Generalstabschef war İsmet İnönü. Der Amtsinhaber ist Yaşar Güler.
Sowohl der Militärputsch von 1971 als auch der Militärputsch von 1980 gingen direkt vom türkischen Generalstab aus. Auch die Regierung Erbakans wurde durch den Generalstab zum Rücktritt gezwungen. Die letzte versuchte unverhüllte Einflussnahme auf die Politik erfolgte durch den sogenannten E-Putsch im Jahre 2007.